# E-Prix de París
El e-Prix de París es una carrera anual de monoplazas eléctricos del campeonato mundial de Fórmula E, celebrada en París, Francia. Se corrió por primera vez en la Temporada 2015-16 de Fórmula E.

## Resultados
| Edición | Ganador          | Equipo                    | Circuito                  | Resultados |
| ------- | ---------------- | ------------------------- | ------------------------- | ---------- |
| 2015-16 | Lucas di Grassi  | Audi Sport ABT Schaeffler | Circuito de los Inválidos | Resultados |
| 2016-17 | Sébastien Buemi  | Renault e.Dams            | Circuito de los Inválidos | Resultados |
| 2017-18 | Jean-Éric Vergne | Techeetah                 | Circuito de los Inválidos | Resultados |
| 2018-19 | Robin Frijns     | Envision Virgin Racing    | Circuito de los Inválidos | Resultados |